# Blanchard Dogbo

La Tamponnaise
Blanchard Dogbo est un footballeur né en Côte d'Ivoire le 16 juin 1978. Il est actuellement attaquant à La Tamponnaise .

## Palmarès
- Champion de Rhône-Alpes en 2000 avec AS Lyon-Duchère
- Champion de DH en 2006-2007 avec le SO Chambéry
- Champion de la Réunion en 2013 avec l'US Sainte-Marienne
- Vainqueur de la Coupe de Rhône-Alpes en 2007 avec le SO Chambéry
- Vainqueur de la Coupe Régionale de France en 2009 avec l'AS Excelsior et  2013 avec l'US Sainte-Marienne
- Vainqueur de la Coupe de la Réunion en 2010 avec l'US Sainte-Marienne